# Нортвест-Гарвінтон (Коннектикут)
Нортвест-Гарвінтон (англ. Northwest Harwinton) — переписна місцевість (CDP) в США, в окрузі Лічфілд штату Коннектикут. Населення — 3158 осіб (2020).

## Географія
Нортвест-Гарвінтон розташований за координатами 41°46′35″ пн. ш. 73°4′46″ зх. д. / 41.77639° пн. ш. 73.07944° зх. д. (41.776446, -73.079487).  За даними Бюро перепису населення США в 2010 році переписна місцевість мала площу 22,81 км², з яких 22,53 км² — суходіл та 0,28 км² — водойми.

## Демографія
Згідно з переписом 2010 року, у переписній місцевості мешкали 3252 особи в 1307 домогосподарствах у складі 980 родин. Густота населення становила 143 особи/км².  Було 1386 помешкань (61/км²).
Расовий склад населення:
| - 97,4 % — білих - 1,0 % — азіатів - 0,3 % — чорних або афроамериканців - 0,1 % — вихідців з тихоокеанських островів - 0,1 % — корінних американців |

До двох чи більше рас належало 1,0 %. Частка іспаномовних становила 1,6 % від усіх жителів.
За віковим діапазоном населення розподілялося таким чином: 22,4 % — особи молодші 18 років, 59,7 % — особи у віці 18—64 років, 17,9 % — особи у віці 65 років та старші. Медіана віку мешканця становила 45,8 року. На 100 осіб жіночої статі у переписній місцевості припадало 99,9 чоловіків;  на 100 жінок у віці від 18 років та старших — 96,0 чоловіків також старших 18 років.
Середній дохід на одне домашнє господарство  становив 103 186 доларів США (медіана — 84 306), а середній дохід на одну сім'ю — 112 061 долар (медіана — 94 423). Медіана доходів становила 67 083 долари для чоловіків та 48 750 доларів для жінок. За межею бідності перебувало 9,6 % осіб, у тому числі 23,0 % дітей у віці до 18 років та 5,4 % осіб у віці 65 років та старших.
Цивільне працевлаштоване населення становило 1618 осіб. Основні галузі зайнятості: освіта, охорона здоров'я та соціальна допомога — 25,2 %, роздрібна торгівля — 13,6 %, науковці, спеціалісти, менеджери — 9,8 %, публічна адміністрація — 8,7 %.